# Lorenzopius calycomyzae
Lorenzopius calycomyzae är en stekelart som beskrevs av Van Achterberg och Salvo 1997. Lorenzopius calycomyzae ingår i släktet Lorenzopius och familjen bracksteklar. Inga underarter finns listade i Catalogue of Life.